# Chrám svatého Alexandra Něvského (Minsk)
Chrám svatého Alexandra Něvského (bělorusky Царква Сьв. Аляксандра Неўскага rusky Минская церковь Александра Невского) je pravoslavným chrámem v běloruském hlavním městě Minsk.

## Historie
Chrám byl budován v letech 1896 až 1898 v novobarokním stylu na památku padlých ruských vojáků v poslední rusko-turecké válce z let 1877-178. Hlavním architektem chrámu byl V. I. Strujev. Chrám vznikl se na území vojenského hřbitova. Pojmenován byl podle slavného ruského vojevůdce a světce z 13. století Alexandra Něvského, který se stal symbolem ruské vojenské slávy.
Na památku padlých ruských vojáků, kteří padli při osvobozování Bulharska turecké nadvlády, byly v chrámu osazeny pamětní desky. Jsou na nich vyrytá jména vojáků 30. brigády a Kolomenského pluku, kteří zahynuli při bojích během osvobozování bulharského města Pleven.
Za ikonostasem se nacházejí mohyly ruských důstojníků a vojáků. Cenností chrámu je i dřevěný přenosný kostelík, který sloužil vojákům během modliteb v osvobozovacích bojích na Balkáně.
Zajímavou byla i událost během Velké vlastenecké války, když byl chrám bombardován. Bomba prorazila kupoli chrámu, ale když dopadla vedle ikony svatého Mikuláše, neexplodovala.[zdroj?]
Při stavbě chrámu se používaly červené cihly lotyšského výrobce, který zásoboval moskevský Kreml.